# Smogorzewo (powiat żniński)
Smogorzewo – wieś w Polsce położona w województwie kujawsko-pomorskim, w powiecie żnińskim, w gminie Łabiszyn przy drodze krajowej nr 246.
W latach 1975–1998 miejscowość administracyjnie należała do województwa bydgoskiego.